# Stylopathidae
Stylopathidae is een familie van neteldieren uit de klasse van de Anthozoa (bloemdieren).

## Geslachten
- Stylopathes Opresko, 2006
- Triadopathes Opresko, 2006
- Tylopathes Brook, 1889